# 12 ديسمبر
- السبت
- الأحد
- الاثنين
- الثلاثاء
- الأربعاء
- الخميس
- الجمعة

- 298 جمادى الآخرة 1447  هـ
- 309 جمادى الآخرة 1447  هـ
- 110 جمادى الآخرة 1447  هـ
- 211 جمادى الآخرة 1447  هـ
- 312 جمادى الآخرة 1447  هـ
- 413 جمادى الآخرة 1447  هـ
- 514 جمادى الآخرة 1447  هـ
- 615 جمادى الآخرة 1447  هـ
- 716 جمادى الآخرة 1447  هـ
- 817 جمادى الآخرة 1447  هـ
- 918 جمادى الآخرة 1447  هـ
- 1019 جمادى الآخرة 1447  هـ
- 1120 جمادى الآخرة 1447  هـ
- 1221 جمادى الآخرة 1447  هـ
- 1322 جمادى الآخرة 1447  هـ
- 1423 جمادى الآخرة 1447  هـ
- 1524 جمادى الآخرة 1447  هـ
- 1625 جمادى الآخرة 1447  هـ
- 1726 جمادى الآخرة 1447  هـ
- 1827 جمادى الآخرة 1447  هـ
- 1928 جمادى الآخرة 1447  هـ
- 2029 جمادى الآخرة 1447  هـ
- 211 رجب 1447  هـ
- 222 رجب 1447  هـ
- 233 رجب 1447  هـ
- 244 رجب 1447  هـ
- 255 رجب 1447  هـ
- 266 رجب 1447  هـ
- 277 رجب 1447  هـ
- 288 رجب 1447  هـ
- 299 رجب 1447  هـ
- 3010 رجب 1447  هـ
- 3111 رجب 1447  هـ
- 112 رجب 1447  هـ
- 213 رجب 1447  هـ

12 ديسمبر أو 12 كانون الأوَّل أو يوم 12 \ 12 (اليوم الثاني عشر من الشهر الثاني عشر) هو اليوم السادس والأربعين بعد الثلاثمائة (346) من السنة، أو السابع والأربعين بعد الثلاثمائة (347) في السنوات الكبيسة، وفقًا للتقويم الميلادي الغربي (الغريغوري). يبقى بعده 19 يومًا على انتهاء السنة.

## أحداث
- 627 - وقوع معركة نينوى، وكانت نتيجتها انتصار الروم البيزنطيين بقيادة الإمبراطور هرقل على الفرس الساسانيين بقيادة القائد راهزاد.
- 975 - العزيز بالله يستلم الخلافة الفاطمية بعد وفاة المعز لدين الله.
- 1098 - وقوع «مذبحة معرة النعمان» إبان الحملة الصليبية الأولى، حيث اقتحم الصليبيون المدينة وقتلوا حوالي 20 ألفًا من سكانها.
- 1879 - تأسيس دار البحر مرفأ فيكتوريا بواسطة المستكشف البريطاني دونالد ماكنزي (مستكشف) جنوب المغرب بمدينة طرفاية.
- 1901 - غولييلمو ماركوني يجري أول بث للراديو عبر المحيط الأطلسي.
- 1924 - ملك العراق فيصل الأول يصادق على المعاهدة العراقية البريطانية.
- 1925 - رضا بهلوي يطيح بالشاه أحمد ميرزا القاجاري وينهي حكم القاجاريين لبلاد فارس وينصب نفسه شاهًا.
- 1930 - فشل انتفاضة خاكا في إسبانيا وإعدام الضباط الذين ثاروا.
- 1946 - جامعة الدول العربية تصدر القرار 142 الرافض لقرار تقسيم فلسطين.
- 1963 - الإعلان عن استقلال كينيا.
- 1967 - جمهورية اليمن الديمقراطية الشعبية تصبح عضوًا في جامعة الدول العربية.
- 1976 - تأسيس مؤسسة الكويت للتقدم العلمي.
- 1979 - جمهورية روديسيا تغير اسمها إلى زيمبابوي.
- 1984 - معاوية ولد سيدي أحمد الطايع يقوم بانقلاب عسكري في موريتانيا يطيح بالرئيس محمد خونه ولد هيداله ويتولى الحكم خلفًا له.
- 1990 - بدء إرسال القناة الفضائية المصرية، وهي أول قناة فضائية عربية.
- 1996 - عدي نجل الرئيس العراقي صدام حسين يتعرض لمحاولة اغتيال أدت إلى إصابته بجرح بليغ.
- 2005 -
  - اغتيال الصحافي والنائب اللبناني جبران تويني عبر تفجير سيارته.
  - الحكومة اللبنانية تطلب من مجلس الأمن إنشاء محكمة ذات طابع دولي لمحاكمة المشتبه بهم باغتيال رفيق الحريري.
- 2007 - اغتيال العميد ركن في الجيش اللبناني فرانسوا الحاج بتفجير وقع في بعبدا.
- 2010 - السلطات الإسرائيلية تفرج عن رئيس الحركة الإسلامية في إسرائيل رائد صلاح بعد أن أمضى حكمًا بالسجن لمدة خمسة أشهر بتهمة الاعتداء على شرطي إسرائيلي.
- 2011 - المجلس الوطني التونسي ينتخب زعيم حزب المؤتمر من أجل الجمهورية المنصف المرزوقي رئيسًا للجمهورية وذلك بأغلبية 153 صوتًا من إجمالي 219.
- 2013 - السلطات البنغالية تُعدم الأمين العام للجماعة الإسلامية في بنغلاديش عبد القادر ملا.
- 2015 -
  - المملكة العربيَّة السُعوديَّة تُجري إنتخاباتها البلديَّة الثالثة وهي الأولى التي سُمح فيها للنساء بالترشُّح لِمناصب محليَّة.
  - مؤتمر باريس للمناخ ينهي أعماله باتفاق دولي تاريخي حول المناخ.
- 2016 - الإعلان عن فوز البرتغالي كريستيانو رونالدو بجائزة الكرة الذهبية المقدمة من طرف مجلة فرانس فوتبول لأفضل لاعب في العالم لسنة 2016.
- 2018 - فشل سحب الثقة برئيسة الوزراء البريطانية تيريزا ماي عن زعامة حزب المحافظين بعد تصويت لأعضاء الحزب، بأغلبية مائتي صوت مقابل 117 صوتًا.
- 2019 -
  - انتخاب عبد المجيد تبون رئيسًا للجزائر، بعد حصوله على نسبة 58.15% في الانتخابات الرئاسية.
  - فوز حزب المحافظين بزعامة بوريس جونسون بالأغلبية المطلقة لمقاعد مجلس العموم في الانتخابات العامة المبكرة، ما يسمح له بتمرير خطة الخروج من الاتحاد الأوروبي، بينما تكبّد حزب العمال المعارض أسوأ هزيمة له منذ الحرب العالمية الثانية.
- 2024 - جوكيش دومراجو يهزم دينغ لي رن ليفوز ببطولة العالم للشطرنج 2024.

## مواليد
- 1745 - جون جاي، سياسي أمريكي.
- 1766 - نيكولاي ميخائيلوفتش كرامزين، مؤرخ وروائي روسي.
- 1786 - ويليام مارسي، سياسي أمريكي.
- 1791 - ماري لويز، زوجة نابليون بونابرت ودوقة بارما.
- 1821 - جوستاف فلوبير، كاتب فرنسي.
- 1863 - إدفارت مونك، رسام نرويجي.
- 1866 - ألفرد فيرنر، عالم كيمياء سويسري حاصل على جائزة نوبل في الكيمياء عام 1913.
- 1875 - غيرد فون رونتشتيت، عسكري ألماني.
- 1876 - ألفين كرانزلاين، لاعب ألعاب قوى أمريكي.
- 1881 - هاري وارنر، من مؤسسي شركة وارنر برذرز.
- 1884 - زينايدا سيريبرياكوفا، رسامة روسية.
- 1902 - كولومان سوكول، رسام سلوفاكي.
- 1912 -
  - صالح جودت، شاعر مصري.
  - فؤاد جرداق، شاعر وصحفي لبناني.
- 1914 - والتر برسي غاردنر، عسكري بريطاني ووالد الأميرة منى الحسين.
- 1915 - فرانك سيناترا، مغني وممثل أمريكي.
- 1919 - أنور عبد الله، شاعر ومؤلف مصري.
- 1920 - فوزي عبد الحافظ، عسكري مصري.
- 1923 - بوب باركر، مقدم برامج أمريكي.
- 1925 - أحمد شاملو، شاعر إيراني.
- 1927 - روبرت نويس، عالم فيزياء ومخترع أمريكي.
- 1928 - جنكيز أيتماتوف، أديب قيرغيزي.
- 1934 - محمد الماغوط، شاعر سوري
- 1938 - عايدة النجار، كاتبة وباحثة ولاجئة فلسطينية–أردنية.
- 1948 - توم ويلكينسون، ممثل إنجليزي.
- 1949 - بيل ناي، ممثل إنجليزي.
- 1952 - هيلين دنمور، روائية وشاعرة بريطانية.
- 1958 - ماجدة زكي، ممثلة مصرية.
- 1959 - علا رامي، ممثلة مصرية.
- 1962 - ريوزو إيشينو، ممثل أداء صوتي ياباني.
- 1963 - أي أوريكاسا، ممثلة أداء صوتي يابانية.
- 1964 - سابو، مصارع أمريكي من أصل لبناني.
- 1970 -
  - شكران مرتجى، ممثلة سورية.
  - جينيفر كونلي، ممثلة أمريكية.
- 1971 - مشاري البلام، ممثل كويتي.
- 1972 - ويلسون كيبكيتير، عداء دنماركي.
- 1974 - نولبيرتو سولانو، لاعب كرة قدم بيروفي.
- 1975 -
  - كريغ مور، لاعب كرة قدم أسترالي.
  - هوكو كواشيما، ممثلة أداء صوتي يابانية.
- 1977 - صفا تاج الدين، ممثلة مصرية.
- 1981 -
  - ستيفن وارنوك، لاعب كرة قدم إنجليزي.
  - بيدرو ريوس، لاعب كرة قدم إسباني.
- 1982 -
  - ابتسام العطاوي، ممثلة بحرينية.
  - دميتري تورسنوف، لاعب كرة مضرب روسي.
- 1984 - دانييل آغر، لاعب كرة قدم دنماركي.
- 1990 - فيكتور موسيس، لاعب كرة قدم إنجليزي.

## وفيات
- 1574 - سليم الثاني، السلطان الحادي عشر للدولة العثمانية.
- 1607 - محمد بن عبد الملك البغدادي، فقيه حنفي ولغوي ومدرس عراقي.
- 1897 - أمين شميل، أديب ومحامي وكاتب وصحفي لبناني.
- 1904 - محمود سامي البارودي، سياسي وعسكري وشاعر مصري.
- 1928 - غريغوريوس الرابع حداد، بطريرك أنطاكية وسائر المشرق للروم الأرثوذكس.
- 1936 - موسى العصامي، فقيه وكاتب وشاعر عراقي.
- 1947 - هدى شعراوي، ناشطة مصرية في مجالي الاستقلال الوطني والحركة النسوية في نهايات القرن التاسع عشر وحتى منتصف القرن العشرين.
- 2003 -
  - فدوى طوقان، شاعرة وأديبة فلسطينية.
  - حيدر علييف، رئيس أذربيجان الثالث.
- 2005 - جبران تويني، صحافي وسياسي لبناني.
- 2007 - فرانسوا الحاج، عسكري لبناني.
- 2008 - تاسوس بابادوبولوس، رئيس قبرص الخامس.
- 2011 - أحمد سامي عبد الله، ممثل مصري.
- 2013 - عبد القادر ملا، أمين عام الجماعة الإسلامية في بنغلاديش.
- 2020 - عمر خشرم، صحفي ومذيع ومراسل فلسطيني أردني.

## أعياد ومناسبات
- اليوم الوطني في كينيا.
- يوم الدستور في روسيا.
- يوم الكانجي في اليابان.

## وصلات خارجية
- وكالة الأنباء القطريَّة: حدث في مثل هذا اليوم.
- النيويورك تايمز: حدث في مثل هذا اليوم.
- BBC: حدث في مثل هذا اليوم.